# Sicherungsarmatur
Eine Sicherungsarmatur ist eine Armatur, welche das Trinkwasser vor Verschmutzung schützt. Verhindert werden soll der Eintritt von Flüssigkeiten wie verschmutztem Trinkwasser, Abwasser oder Brauchwasser in das Leitungsnetz. Ein Rückfluss infolge Einsaugens oder -drückens kann z. B. auftreten, wenn der Brauseschlauch in die gefüllte Badewanne fällt, wenn ein Auslaufschlauch in ein Gefäß eintaucht oder wenn eine Schlauchverbindung zu einem Haushaltsgerät oder zum Auffüllen der Heizungsanlage hergestellt wird.
Ist eine Verbindung zwischen Brauchwasser und Trinkwasser gegeben, so kann Brauchwasser in die Trinkwasserleitung zurückfließen, wenn
- in einem Gerät ein höherer Druck entsteht, als in der zugehörigen Leitungsanlage oder
- der Druck in der Trinkwasseranlage absinkt, weil
  - in einem tieferen Stockwerk eine Armatur mit großem Durchfluss geöffnet wurde, z. B. der Druckspüler eines WCs,
  - die Trinkwasserleitung abgesperrt und eine Armatur im abgesperrten Leitungsstrang geöffnet wurde,
  - in der Trinkwasseranschlussleitung ein Rohrbruch aufgetreten ist (z. B. durch Bauarbeiten oder Erdverwerfungen),
  - bei Wartungsarbeiten die Hauptleitung entleert wird und das höherliegende Rohrnetz leerläuft.

## Sicherungsmaßnahmen
Vollständige Liste nach Reihenfolge
- Familie A

```
 -freier Auslauf
 (AA,AB,AC,AD,AF,AG),
```

- Familie B

```
 -kontrollierbare Trennung
 (Systemtrenner BA),
```

- Familie C

```
 -nicht kontrollierbare Trennung
 (Systemtrenner CA),
```

- Familie D

```
 -atmosphärische
 Belüftungseinrichtungen
 (Rohrbelüfter DA,DB,DC),
```

- Familie E

```
 -Rückflussverhinderer
 (kontrollierbarer RV,nicht
 kontrollierbarer RV EA,EB,EC,ED),
```

- Familie G

```
 -Rohrtrenner
 (GA,GB),
 Familie H
 -Belüftungsarmatur für
 Schlauchanschlüsse
 (HA,HB,HC,HD)
```

- Familie L

```
 -druckbeaufschlagte Belüfter
 (LA,LB)
```

Sicherungsarmaturen schützen das Trinkwasser vor Verunreinigungen durch Rückfließen, Rücksaugen und Rückdrücken nach,seit 2011,
- DIN EN 1717 sie ersetzt die alte DIN 1988-4

Man unterscheidet Sicherungsarmaturen, die das Trinkwasser schützen sollen und Sicherheitsarmaturen, die die Installation vor Schäden schützen.

## Anwendungen
Wenn an einem Trinkwasserhahn ein Schlauch zur Reinigung des Abflussrohrs angeschlossen wird, kann ein Rohrunterbrecher eine Verunreinigung der Armatur verhindern.
Bei Verwendung eines Schlauchs muss das Wasser am Schlauchende frei und ungehindert abfließen können. Sobald sich das Schlauchende in einem Behälter befindet oder fest angeschlossen wird, muss nach der jetzt gültigen EN 1717 eine Sicherungsarmatur zum Einsatz kommen.
Bei Anschluss des Schlauchs zum Nachfüllen des Wassers einer Heizungsanlage kann ein Systemtrenner Typ CA oder GA verwendet werden, wenn dem Heizungswasser keine Zusätze beigemischt wurden (Gefährdungsklasse 3). Kommen Zusätze zur Anwendung, bedarf es eines Systemtrenners Typ BA (Gefährdungsklasse 4).

## Richtlinien
Seit 2001 gilt die EN 1717 gemeinsam mit der bisherigen DIN 1988 Teil 4. Letztere soll nach Inkrafttreten der EN 806 Teil 1 – 5 zurückgezogen werden.
Die Auswahl der Sicherungsarmatur erfolgt nach der von der Gefährdungsklasse des Trinkwassers nach DIN EN 1717.
Familien von Sicherungsarmaturen:
- Familie A Freier Auslauf
- Familie B Kontrollierbare Trennung (erkennbar an meist drei Prüfventilen, mit denen Druckverlust in angeschlossenen Leitungen simuliert und die Mitteldruckzone kontrolliert wird)
- Familie C Nicht kontrollierbare Trennung
- Familie D Atmosphärische Belüftungseinrichtungen
- Familie E Rückflussverhinderer
- Familie G Rohrtrenner
- Familie H Belüftungsarmaturen für Schlauchanschlüsse
- Familie L Druckbeaufschlagte Belüfter.

Die Armaturen werden mit zwei Großbuchstaben gekennzeichnet von denen der erste die oben angegebene Familie benennt und der zweite den Typ der Armatur spezifiziert.
Sicherheitseinrichtungen mit atmosphärischer Belüftung (z. B. Typen AA, BA, CA, GA, GB usw.) dürfen nicht in Räumen oder Schächten eingebaut werden, an denen die Gefahr einer Überflutung besteht oder giftige Dämpfe auftreten können.
Eine Sicherungseinrichtung setzt sich zusammen aus der eigentlichen Sicherungsarmatur und den Zubehörteilen nach DIN EN 1717, welche die ordnungsgemäße Funktion längerfristig sicherstellen und Prüfung und Wartung ermöglichen. Dazu gehören unter anderem Absperrventile und Verschraubungen zum einfachen Austausch einer defekten Armatur, Schmutzfänger zum Funktionserhalt von Rückschlagventilen und Ventile zur Funktionsprüfung durch Simulation eines Druckabfalls.